# Caspar U 1
Caspar U 1 var ett tysktillverkat spaningsflygplan.
Flygplanet var dubbeldäckat med den övre vingen ansluten mot flygplanskroppens ovansida och den undre vingen mot flygplanskroppens undersida, mellan vingarna fanns inga stöd eller stöttor. Landstället bestod av två pontoner som via stöttor var förankrade i flygplanskroppen.
Som drivkälla användes en Sh 4 stjärnmotor som drev en tvåbladig propeller. 
Två exemplar såldes till US Navy, flygplanen gavs registreringen A6434 och A6435. Det första flygplanet (A6434) placerades på en lastbil för att medverka i en flottparad. Under färden skadades flygplanet av lågt hängande trädgrenar, skadorna blev så omfattande att flygplanet skrotades. Ett flygplan registrerat som D-293 överfördes till tyska Reichsmarine för utvärdering. 